# Каюпов, Туленды
Туленды Каю́пов (1929 — 1962) — советский казахский чабан.

## Биография
Родился 12 марта 1929 года в месте (ныне Райымбекский район, Алматинская область, Казахстан). С 1941 года Туленды Каюпов работал чабаном на экспериментальной базе АН Казахской ССР. В эти годы в данном хозяйстве занимался селекционной работой по выведению овец породы архаромеринос. В этих работах приняли участие многочисленные ученые и специалисты. В задачу Каюпова входило содержание овец, Туленды уделял большое внимание правильному кормлению. .
Умер 7 апреля 1962 года в родном селе.

## Награды и премии
- Сталинская премия третьей степени (1950) — за участие в выведении новой породы тонкорунных овец «Казахский архаромеринос»